# Yvonand
Yvonand (toponimo francese) è un comune svizzero di 3 250 abitanti del Canton Vaud, nel distretto del Jura-Nord vaudois.

## Monumenti e luoghi d'interesse

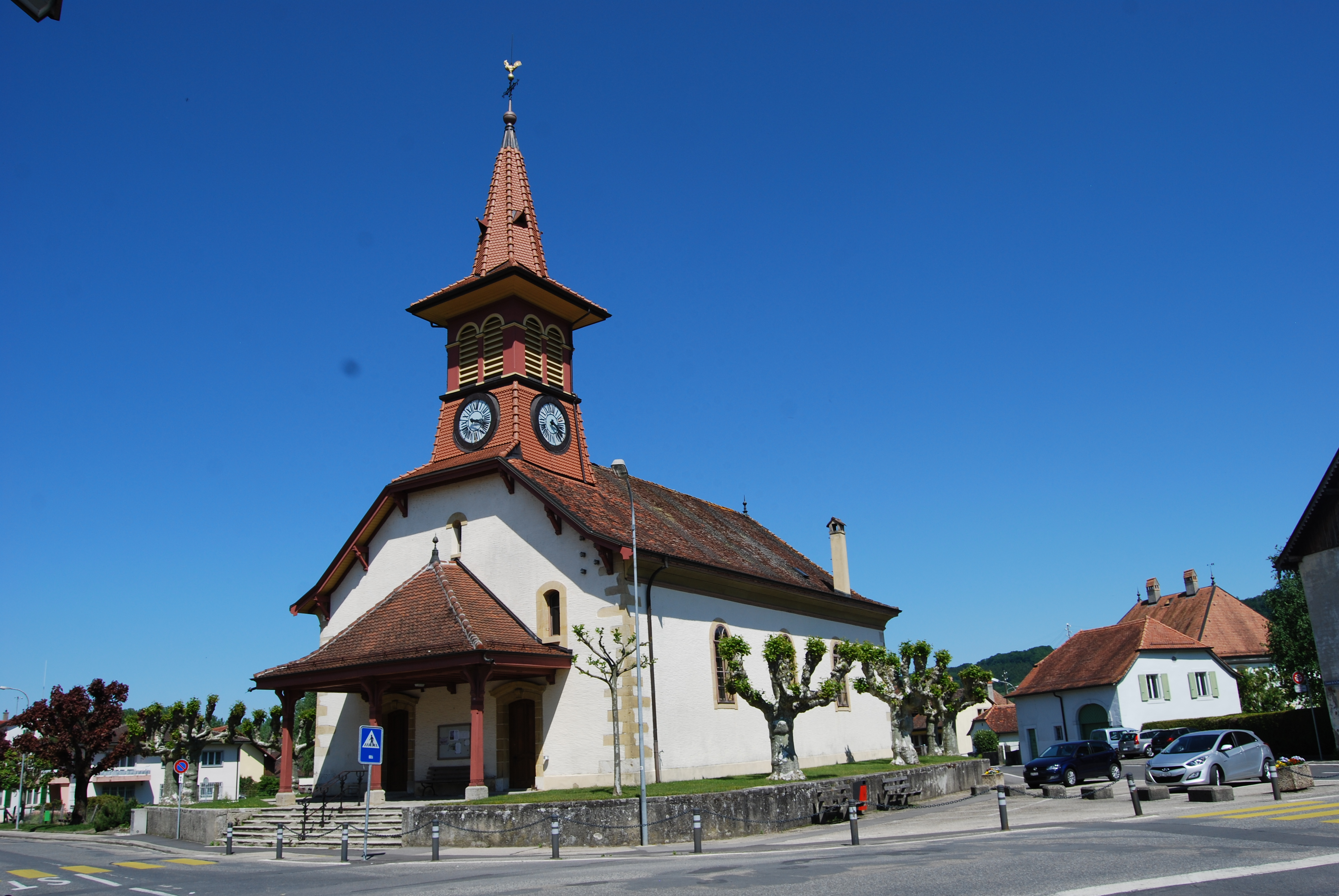
La chiesa di Sant'Orso

- Chiesa riformata di Sant'Orso, attestata dal 1010 ricostruita nel 1749[1].

## Società

### Evoluzione demografica
L'evoluzione demografica è riportata nella seguente tabella:
Abitanti censiti

## Amministrazione
Ogni famiglia originaria del luogo fa parte del cosiddetto comune patriziale e ha la responsabilità della manutenzione di ogni bene ricadente all'interno dei confini del comune.

## Infrastrutture e trasporti
Yvonand è servito dall'omonima stazione sulla ferrovia Friburgo-Yverdon.